# Banjo-Tooie
Banjo-Tooie är uppföljaren till spelet Banjo-Kazooie. Spelet släpptes i november år 2000 i USA och Japan och år 2001 i Europa. Spelet kom till Nintendo 64 och senare till Xbox 360. Spelet handlar om Banjo och Kazooie som två år efter Banjo-Kazooie, måste möta häxan Gruntilda ännu en gång. Fast denna gång är Gruntildas två systrar, Mingella och Blobbelda, med i leken och de försöker återställa Gruntilda till hennes normala form.

## Handling
Efter det att Banjo och Kazooie hade besegrat Gruntilda i Banjo-Kazooie så begravde de henne under en stor sten. Mingella och Blobbelda har dock en stor grävmaskin, med namnet Hag 1, som de gräver fram Gruntilda med. Gruntilda, som numera bara är ett skelett, förstör Banjos hus och dödar mullvaden Bottles. Banjo och Kazooie bestämmer sig nu för att sätta stopp för Gruntildas planer en gång för alla.